# 나이트로 화합물
나이트로 화합물은 -NO2 나이트로기를 가진 화합물이다. 나이트로기는 첨가될 수록 분자가 폭발성을 띄게 만드는 작용기여서 폭발성을 띈 경우가 많다.

## 같이 보기
- 작용기
- 나이트로화 반응
- 아질산염
- 나이트로글리세린